# Vriesea hieroglyphica
Vriesea hieroglyphica é uma espécie de planta do gênero Vriesea e da família Bromeliaceae. 

## Taxonomia
Os seguintes sinônimos já foram catalogados:  
- Massangea santoviensis  Linden ex Baker
- Massangea tigrina  Baker
- Massangea hieroglyphica  Carrière
- Tillandsia hieroglyphica  (Carrière) Baker

## Forma de vida
É uma espécie epífita, rupícola, terrícola e herbácea. 

## Descrição
Difere de Vriesea hieroglyphica var. zebrina pelas brácteas superiores do pedúnculo e brácteas primárias totalmente verdes. 

## Conservação
A espécie faz parte da Lista Vermelha das espécies ameaçadas do estado do Espírito Santo, no sudeste do Brasil. A lista foi publicada em 13 de junho de 2005 por intermédio do decreto estadual nº 1.499-R. 

## Distribuição
A espécie é encontrada nos estados brasileiros de Espírito Santo, Paraná, Rio de Janeiro e São Paulo. 
Em termos ecológicos, é encontrada no domínio fitogeográfico de Mata Atlântica, em regiões com vegetação de floresta ombrófila pluvial.